# Loxostege pseliota
Loxostege pseliota là một loài bướm đêm trong họ Crambidae.